# Голден Стэйт Уорриорз
«Голден Стэйт Уорриорз», «Го́лден Стейт Уо́рриорс» (англ. Golden State Warriors) — американский профессиональный баскетбольный клуб из Сан-Франциско, Калифорния. Выступает в Тихоокеанском дивизионе Западной конференции Национальной баскетбольной ассоциации (НБА). Команда была основана в 1946 году как «Филадельфия Уорриорз» (англ.  Philadelphia Warriors) в Филадельфии, штат Пенсильвания. В дебютном же сезоне команда выиграла чемпионат Баскетбольной ассоциации Америки (БАА), которая впоследствии стала Национальной баскетбольной ассоциацией, после слияния с Национальной баскетбольной лигой (НБЛ).
В 1962 году команда переехала в Сан-Франциско, сменив название на «Сан-Франциско Уорриорз» (англ. San Francisco Warriors). Под этим названием клуб выступал до 1971 года, после чего сменил название на своё нынешнее «Голден Стэйт Уорриорз». С 1966 по 2019 год команда проводила свои домашние игры в месте, ныне известном как «Оракл-арена» (стадион закрытого типа в Окленде, Калифорния), за исключением 1972 года, когда из-за реконструкции арены «Уорриорз» играли в Сан-Хосе, штат Калифорния. Кроме чемпионского титула, завоёванного в сезоне 1946/47, команда ещё шесть раз становилась чемпионом НБА: в сезоне 1955/56 в Филадельфии, в сезонах 1974/75, 2014/15, 2016/17, 2017/18, 2021/22 уже как «Голден Стэйт».
13 апреля 2016 года клуб установил новый рекорд НБА по количеству побед-поражений в регулярном сезоне — 73:9, побив тем самым прежний рекорд, установленный клубом «Чикаго Буллз» в сезоне 1995—1996 годов. При этом клуб установил антирекорд — выигрывая в финальной серии у «Кливленд Кавальерс» со счётом 3-1, он проиграл три следующих матча и всю серию, что случилось в НБА впервые.
В июне 2019 года «Голден Стэйт Уорриорз» последний раз сыграли на «Оракл-арене» перед переездом клуба в Сан-Франциско.

## История

### 1959—1965: Эра Уилта Чемберлэйна
В 1959 году команда получила право выбора на драфте Уилта Чемберлена. Прозванный «Уилт Ходуля», он быстро стал лидером команды и начал бить рекорды результативности в НБА. Его появление навсегда изменило стиль игры в лиге.
Однако в январе 1965 года Чемберлена обменяли, и команда завершила сезон 1964–1965 с худшим результатом в истории НБА (17–63). Но период восстановления был недолгим: через четыре месяца после обмена «Уорриорз» выбрали на драфте Рика Бэрри.

### 2009-наст. время: Эра Стефена Карри

#### 2009—2012: Продолжающая перестройка и хорошие драфты
Уорриорз выбрали будущего звездного разыгрывающего Стефена Карри из Дэвидсонского колледжа седьмым на драфте НБА в 2009 году. Во время сезона 2009, владельцы клуба не стали продлевать контракт с Крисом Маллином, назначив его ассистента Ларри Райли; Райли задрафтовал Карри и обменял Джамала Круфорда в Атланту Хокс ради Эйси Лоу и Спиди Клэкстона.
Уорриорз были подвержены травмам на протяжении сезона 2009-10.
15 июля 2010, владелец Крис Кохан продал клуб Питеру Губеру из Mandalay Entertainment и его партнеру Джо Лэйкобу за рекордные 450 млн долларов.
Уорриорз в сезоне 2010 года взяли из Гарварда защитника Джереми Лина. Уорриорз выиграли 36 игр и не попали в плей-офф в сезоне 2010-11. В феврале 2011 го, Уорриорз обменяли Брэндана Райта и Дэна Гадзурича на Троя Мерфи и пик во втором раунде. В этом сезоне, Карри получил Приз за спортивное поведение НБА. Тренер Смарт был уволен из-за смены руководства. 6 июня 2011 года ветеран NBA и бывший ABC и ESPN комментатор Марк Джексон сменил Смарта в качестве главного тренера.
Уорриорз выбрали будущего игрока All-Star, атакующего защитника Клея Томпсона одиннадцатым пиком на драфте НБА 2011. В укороченном сезоне 2011-12 команда под руководством Джексона опять не вышла в плей-офф, из-за травм Карри.

#### 2014—2019: Династия
Летом 2014 года Марка Джексона на посту главного тренера «Уорриорз» сменил Стив Керр. Новый тренер решил заменить Андре Игудалу в стартовой пятёрке на более молодого Харрисона Барнса, чтобы усилить атакующий потенциал команды и дать запасным в помощь опытного Андре, который, с учётом травмы Шона Ливингстона, мог бы выполнять функции плеймейкера.
В регулярном сезоне 2014/15 «Голден Стэйт Уорриорз» под руководством Стива Керра одержали 67 побед, установив рекорд НБА по количеству побед в регулярном сезоне для главного тренера, который дебютировал в лиге. Это стало лучшим результатом как в Западной конференции, так и в лиге в целом. Стефен Карри был признан самым ценным игроком регулярного сезона, Дрэймонд Грин вошёл в первую сборную всех звёзд защиты, а Эндрю Богут — во вторую сборную всех звёзд защиты. В плей-офф «Голден Стэйт» в первом раунде «всухую» обыграли «Нью-Орлеан Пеликанс». Во втором раунде, проигрывая в серии 1-2, «Уорриорз» сумели одержать 3 победы подряд над «Мемфис Гриззлис». В финале конференции баскетболисты «Голден Стэйт» победили «Хьюстон Рокетс» со счётом 4-1 и вышли в финал НБА. В финале НБА «Голден Стэйт» победили «Кливленд Кавальерс» со счётом 4-2 и стали чемпионами НБА. По ходу серии, после того как счёт стал 2-1 в пользу «Кавальерс», главный тренер «Уорриорз» Стив Керр перевёл Андре Игудалу в стартовый состав вместо Эндрю Богута и стал играть «легкой» пятеркой с первых минут, что коренным образом сказалось на результате. «Голден Стэйт» одержали 3 победы подряд и завоевали титул чемпионов НБА, в четвёртый раз в своей истории. Предыдущие титулы «Уорриорз» завоевали в сезонах-1946/47, 1955/56 и 1974/75. Лучшим игроком финала был признан Андре Игудала, став первым игроком в истории НБА, не сыгравшим ни одного матча регулярного сезона в стартовом составе и получившим награду.
Сезон 2015/16 «Уорриорз» начали в статусе действующих чемпионов НБА и установили новый рекорд для регулярного чемпионата — 73 победы и 9 поражений, покорив таким образом планку, установленную «Чикаго Буллз» в сезоне 1995/1996 (72-10). Сезон «Воины» начали с 24 побед подряд, что стало новым рекордом для НБА, предыдущий рекорд составлял всего 15 побед. По итогам выступления «Голден Стэйт Уорриорз» в регулярном сезоне (команда заняла первое место лиге) ряд изданий, аналитиков и игроков назвали команду одной из величайших в истории НБА и профессионального спорта. Однако, в финале подопечные Стива Керра не смогли защитить титул, проиграв «Кливленду» во главе с Леброном Джеймсом в семиматчевой серии — «Кавальерс» отыгрались, проигрывая 1-3.
Летом 2016 в команде произошло несколько изменений: Леандро Барбоза покинул команду и подписал контракт с «Финикс Санз», Харрисон Барнс и Эндрю Богут отправились в «Даллас Маверикс», Фестус Эзели — в «Портленд Трэйл Блэйзерс», а «Клипперс» удалось заманить Марисса Спейтса в Лос-Анджелес. Вместе с тем команде удалось переманить к себе капитана «Оклахомы-Сити Тандер» Кевина Дюранта, Дэвида Уэста (в межсезонье покинул «Сан-Антонио Спёрс»), Зазу Пачулию (ушёл из «Даллас Маверикс»), из «Милуоки Бакс» обменяли Патрика Маккоу. В сезоне 2016/2017 «Воинам» удалось одержать 67 побед при 15 поражениях, повторив тем самым показатель регулярки 2014/2015 года. В плей-офф «Голден Стэйт» всухую обыграли «Портленд» в первом раунде, «Юту» во втором раунде и «Сан-Антонио» в финале конференции. В финале НБА 2017 «Уорриорз» в 3-й раз подряд встретились с «Кливленд Кавальерс» и выиграли в серии со счётом 4-1. При этом команда установила рекорд плей-офф североамериканских спортивных лиг USL, имея серию из 15 побед подряд в матчах на вылет, оступившись лишь в 4-м матче финала.
Уорриорз закончили сезон с показателями 58-24. После победы над Шпорами и Пеликанами 4-1, ГСВ попался Хьюстон. Несмотря на лидерство Рокетс 3-2 после пятой игры, Уорриорз довели дело до конца со счётом 4-3, выиграв Западную конференцию четыре года подряд. В финале снова встретились с Кливлендом и одолели. 30 августа 2018, Дэвид Уэст объявляет об уходе из баскетбола после 15 сезонов. После финала НБА 2018, Sports Illustrated, USA Today, The Wall Street Journal, и New York Daily News описали Уорриорз как «династию». В финале НБА 2019 года проиграли 4-2 команде Торонто Рэпторс. 7 июля 2019 года Кевин Дюрант ушёл в «Бруклин Нетс».

### 2022—2023: неопределенность
В сезоне 2022/2023 годов «Уорриорз» столкнулись с проблемами в регулярном сезоне из-за многочисленных травм. Были травмированы такие ключевые игроки, как Андре Игуодала, Донте Дивинченцо, Клэй Томпсон, Дрэймонд Грин, Джонатан Куминга и Стефен Карри, который восстанавливался от различных травм и не смог принять участие в Матче всех звёзд НБА 2023 года.
Однако, несмотря на средние результаты команды на протяжении всего сезона, команда из Сан-Франциско в плей-офф дошла до полуфинала Западной конференции.
30 мая 2023 года стало известно, что президент и генеральный менеджер Боб Майерс покинет свой пост. 16 июня новым генеральным менеджером клуба стал Майк Данливи (младший), который ранее занимал пост вице-президента по баскетбольным операциям. Не смотря на это по итогам сезона 2023/2024, как и в трех сезонах до этого «Уорриорз» признан самым дорогим клубом НБА со стоимостью $8,8 млрд.

## Статистика
За свою историю клуб пять раз завоёвывал чемпионский титул (1 раз в БАА и 4 раза в НБА). «Уорриорз» 9 раз становились чемпионами конференции (3 раза Восточной и 6 раз Западной) и 5 раз становились победителями Тихоокеанского дивизиона.

## Домашние арены
- Philadelphia Arena (1946—1962)
- Philadelphia Convention Hall (1952—1962)
- Cow Palace (1962—1964, 1966—1971 и 2 игры в Финальной серии НБА 1975 года)
- San Francisco Civic Auditorium (1964—1967)
- USF War Memorial Gymnasium (1964—1966)
- San Jose Arena (сейчас SAP Center) (1996—1997)
- Оракл-арена (1966—1967, 1971—1996 и 1997—2019)
- Чейз-центр (2019—н.в.)

## Текущий состав
| \| Поз. \| № \| Гражд. \| Имя \| Рост \| Вес \| Откуда \| \| ---- \| -- \| ---------------------------------- \| ------------------- \| ------ \| ------ \| ------------------ \| \| Ф \| 00 \| Демократическая Республика Конго ! \| Джонатан Куминга \| 201 см \| 102 кг \| школа Патрика \| \| З/Ф \| 0 \| ! \| Гэри Пэйтон \| 188 см \| 88 кг \| Орегон Стэйт \| \| Ф \| 1 \| Китай ! \| Кайл Андерсон \| 206 см \| 104 кг \| УКЛА \| \| З \| 2 \| ! \| Брэндин Поджемски \| 196 см \| 93 кг \| Санта-Клара \| \| З \| 3 \| ! \| Рис Бикман \| 191 см \| 88 кг \| Виргиния \| \| З \| 4 \| ! \| Мозес Муди \| 196 см \| 96 кг \| Арканзас \| \| Ц \| 5 \| ! \| Кевон Луни \| 206 см \| 101 кг \| УКЛА \| \| З \| 7 \| Багамские острова ! \| Бадди Хилд \| 193 см \| 100 кг \| Оклахома \| \| З \| 8 \| ! \| Де’Энтони Мелтон \| 191 см \| 91 кг \| Южная Калифорния \| \| З \| 15 \| Бразилия ! \| Ги Сантос \| 198 см \| 84 кг \| Бразилия \| \| Ф/Ц \| 21 \| Нидерланды ! \| Квинтен Пост \| 213 см \| 111 кг \| Бостонский колледж \| \| Ф \| 22 \| ! \| Джимми Батлер \| 201 см \| 104 кг \| Маркетт \| \| Ф/Ц \| 23 \| ! \| Дрэймонд Грин \| 198 см \| 104 кг \| Мичиган Стэйт \| \| З \| 30 \| ! \| Стефен Карри \| 188 см \| 84 кг \| Дэвидсон \| \| Ф/Ц \| 32 \| ! \| Трейс Джексон-Дэвис \| 208 см \| 111 кг \| Индиана \| \| З/Ф \| 43 \| ! \| Линди Уотерс \| 198 см \| 98 кг \| Оклахома Стэйт \| \| З \| 61 \| ! \| Пэт Спенсер \| 191 см \| 93 кг \| Нортвестерн \| | Главный тренер - Стив Керр Ассистенты тренера - Рон Адамс - Крис ДеМарко - Брюс Фрейзер - Халид Робинсон - Джейкоб Рубин - Джерри Стэкхауз - Терри Стоттс - Энтони Вирин - Крис Уимс Состав • Переходы Последнее изменение: 21 октября 2024 года |                                    |                     |        |        |                    |
| Поз. | № | Гражд.                             | Имя                 | Рост   | Вес    | Откуда             |
| Ф | 00 | Демократическая Республика Конго ! | Джонатан Куминга    | 201 см | 102 кг | школа Патрика      |
| З/Ф | 0 | !                                  | Гэри Пэйтон         | 188 см | 88 кг  | Орегон Стэйт       |
| Ф | 1 | Китай !                            | Кайл Андерсон       | 206 см | 104 кг | УКЛА               |
| З | 2 | !                                  | Брэндин Поджемски   | 196 см | 93 кг  | Санта-Клара        |
| З | 3 | !                                  | Рис Бикман          | 191 см | 88 кг  | Виргиния           |
| З | 4 | !                                  | Мозес Муди          | 196 см | 96 кг  | Арканзас           |
| Ц | 5 | !                                  | Кевон Луни          | 206 см | 101 кг | УКЛА               |
| З | 7 | Багамские острова !                | Бадди Хилд          | 193 см | 100 кг | Оклахома           |
| З | 8 | !                                  | Де’Энтони Мелтон    | 191 см | 91 кг  | Южная Калифорния   |
| З | 15 | Бразилия !                         | Ги Сантос           | 198 см | 84 кг  | Бразилия           |
| Ф/Ц | 21 | Нидерланды !                       | Квинтен Пост        | 213 см | 111 кг | Бостонский колледж |
| Ф | 22 | !                                  | Джимми Батлер       | 201 см | 104 кг | Маркетт            |
| Ф/Ц | 23 | !                                  | Дрэймонд Грин       | 198 см | 104 кг | Мичиган Стэйт      |
| З | 30 | !                                  | Стефен Карри        | 188 см | 84 кг  | Дэвидсон           |
| Ф/Ц | 32 | !                                  | Трейс Джексон-Дэвис | 208 см | 111 кг | Индиана            |
| З/Ф | 43 | !                                  | Линди Уотерс        | 198 см | 98 кг  | Оклахома Стэйт     |
| З | 61 | !                                  | Пэт Спенсер         | 191 см | 93 кг  | Нортвестерн        |

## Индивидуальные награды
| Самый ценный игрок НБА - Уилт Чемберлен — 1960 - Стефен Карри — 2015, 2016 Самый ценный игрок финала НБА - Рик Бэрри — 1975 - Андре Игудала — 2015 - Кевин Дюрант — 2017, 2018 - Стефен Карри — 2022 MVP Матча всех звёзд НБА - Пол Аризин — 1952 - Уилт Чемберлен — 1960 - Рик Бэрри — 1967 - Кевин Дюрант — 2019 - Стефен Карри — 2022 Лидеры по набранным очкам НБА - Джо Фулкс — 1947 - Пол Аризин — 1952, 1957 - Нил Джонстон — 1953, 1954, 1955 - Уилт Чемберлен — 1960, 1961, 1962, 1963, 1964 - Рик Бэрри — 1967 - Стефен Карри — 2016 Новичок года НБА - Вуди Солдсберри — 1958 - Уилт Чемберлен — 1960 - Рик Бэрри — 1966 - Джамал Уилкс — 1975 - Митч Ричмонд — 1989 - Крис Уэббер — 1994 Самый прогрессирующий игрок НБА - Гилберт Аринас — 2003 - Монта Эллис — 2007 Менеджер года НБА - Дик Вертлиб — 1975 - Боб Майерс — 2015, 2017 Тренер года НБА - Алекс Ханнум — 1964 - Дон Нельсон — 1992 - Стив Керр — 2016 | Победители соревнования НБА по броскам сверху - Джейсон Ричардсон — 2002, 2003 Победители соревнования НБА по трёхочковым броскам - Стефен Карри — 2015, 2021 - Клей Томпсон — 2016 Сборная всех звёзд НБА Первая пятёрка - Джо Фулкс — 1947, 1948, 1949 - Хауи Даллмар — 1948 - Пол Аризин — 1952, 1956, 1957 - Нил Джонстон — 1953, 1954, 1955, 1956 - Уилт Чемберлен — 1960, 1961, 1962, 1964 - Рик Бэрри — 1966, 1967, 1974, 1975, 1976 - Крис Маллин — 1992 - Лэтрелл Спрюэлл — 1994 - Стефен Карри — 2015, 2016, 2019, 2022 - Кевин Дюрант — 2018 Сборная всех звёзд НБА Вторая пятёрка - Джо Фулкс — 1951 - Энди Филлип — 1952, 1953 - Джек Джордж — 1956 - Нил Джонстон — 1957 - Том Гола — 1958 - Пол Аризин — 1959 - Уилт Чемберлен — 1963 - Рик Бэрри — 1973 - Фил Смит — 1976 - Бернард Кинг — 1982 - Крис Маллин — 1989, 1991 - Тим Хардуэй — 1992 - Стефен Карри — 2014, 2017 - Дрэймонд Грин — 2016 - Кевин Дюрант — 2017, 2019 Сборная всех звёзд НБА Третья пятёрка - Крис Маллин — 1990 - Тим Хардуэй — 1993 - Дэвид Ли — 2014 - Клей Томпсон — 2015, 2016 - Дрэймонд Грин — 2017 - Стефен Карри — 2018 | Сборная всех звёзд защиты НБА Первая пятёрка - Нейт Термонд — 1969, 1971 - Андре Игудала — 2014 - Дрэймонд Грин — 2015, 2016, 2017 Сборная всех звёзд защиты НБА Вторая пятёрка - Руди Ларуссо — 1969 - Нейт Термонд — 1972, 1973, 1974 - Фил Смит — 1976 - Джамал Уилкс — 1976, 1977 - И Си Коулмен — 1978 - Лэтрелл Спрюэлл — 1994 - Эндрю Богут — 2015 - Дрэймонд Грин — 2018, 2019 - Клей Томпсон — 2019 Сборная новичков НБА Первая пятёрка - Нейт Термонд — 1964 - Фред Хетцель — 1964 - Рик Бэрри — 1966 - Джамал Уилкс — 1975 - Гас Уильямс — 1976 - Лэрри Смит — 1981 - Джо Бэрри Кэрролл — 1981 - Митч Ричмонд — 1989 - Билли Оуэнс — 1992 - Крис Уэббер — 1994 - Джо Смит — 1996 - Марк Джексон — 2001 - Джейсон Ричардсон — 2002 - Стефен Карри — 2010 - Клей Томпсон — 2012 - Харрисон Барнс — 2013 Сборная новичков НБА Вторая пятёрка - Лэтрелл Спрюэлл — 1993 - Донелл Маршалл — 1995 - Антуан Джеймисон — 1999 |